# Xénodacnis mésange
Xenodacnis parina
Genre
Espèce
Statut de conservation UICN

 LC  : Préoccupation mineure
Le Xénodacnis mésange (Xenodacnis parina) est une espèce de passereaux appartenant à la famille des Thraupidae. C'est la seule espèce du genre Xenodacnis.

## Description
Les adultes atteignent 12,5 cm de longueur. Les mâles sont bleu intense avec les yeux, les pattes, et le bec noir. Les femelles de toutes les sous-espèces sont plus ternes avec le ventre roux.

## Répartition et habitat
On le trouve dans les Andes au sud de l'Équateur et au Pérou.
Il  vit dans les zones boisées de Polylepis et Gynoxys et à la lisière des forêts entre 3 000 m à 4 600 m d'altitude. Il est apparemment présent uniquement dans les zones contenant des buissons de Gynoxys.

## Sous-espèces
D'après Alan P. Peterson, il en existe 3 sous-espèces :
- Xenodacnis parina bella Bond & Meyer de Schauensee 1939
- Xenodacnis parina parina Cabanis 1873
- Xenodacnis parina petersi Bond & Meyer de Schauensee 1939

### Xenodacnis
- (en) Congrès ornithologique international : Xenodacnis parina dans l'ordre Passeriformes (consulté le 5 juin 2015)
- (en) Zoonomen Nomenclature Resource (Alan P. Peterson) : Xenodacnis  dans Thraupidae
- (en) UICN : espèce Xenodacnis parina Cabanis, 1873 (consulté le 2 septembre 2020)
- (en) Animal Diversity Web : Xenodacnis
- (en) NCBI : Xenodacnis (taxons inclus)

### Xenodacnis parina
- (en) Zoonomen Nomenclature Resource (Alan P. Peterson) : Xenodacnis parina  dans Thraupidae
- (fr + en)  Avibase : Xenodacnis parina (+ répartition)
- (en) Animal Diversity Web : Xenodacnis parina
- (en) NCBI : Xenodacnis parina (taxons inclus)

1. 1 2  UICN, consulté lors d'une mise à jour du lien externe.